# 高瀬杏
高瀬 杏（たかせ あん、1985年8月20日 - ）は、日本のAV女優、タレント。HRS (Harrows) Entertainment所属。

## 略歴・人物
東京都出身。2014年にAVデビューした熟女系AV女優。

## 出演作品

### アダルトDVD
2014年
- 人妻の色香 初めての面接で緊張してる三十路妻の体をほぐし… マッサージで足のつけ根を揉み続けるとアソコはトッロトロ!（3月4日（レンタル）/7月11日（セル）、アテナ映像）他出演:池上桜子、花井優子、弓永りえ
- ド淫乱過ぎるグラマラス人妻 高瀬杏 41歳 AVデビュー（3月11日、プレステージ）
- 性感レズエステ 8 都会の片隅で行われる美淑女のみが体験できる魅惑の性感エステサロン…（3月21日、クリスタル映像）共演:加納綾子、佐伯春菜 　他出演:深津佳乃、菊川麻里
- 同性愛中毒適齢期 2 新人女優初レズの相手はこの世で一番大好きな風間ゆみ濃密ガチレズドキュメンタリー（3月25日、セレブの友）※「杏」名義　共演:風間ゆみ
- 入院中に彼女が抜いてくれず、溜まってしまった僕は1人でこっそりオナニー。物音に気づいた美人ナースにバレて、内緒で色々してもらった!! 4（4月25日、SCOOP）他出演:西條るり、保坂えり
- 超高級人妻デリバリー（5月9日、クリスタル映像）他出演:北川エリカ
- 帰宅美女監禁レイプ（5月9日、BAZOOKA）他出演:月本るい、森川ひかる、若桜りく
- ご近所人妻痴女サークル「ままごっち」（5月20日、ネクストイレブン）共演:遠藤ゆかり、小宮山えみ、西野エリカ
- 自宅撮影 旦那の居ぬ間に悶え狂う不貞若妻（6月20日、プレスト）※「杏」名義
- カベ一枚はさんで浮気している妻と夫がSEX中にご対面（6月27日、EROTICA）他出演:西野エリカ
- ドキュメント美熟女不倫旅行 人妻の湯 其の五 杏31歳（7月25日、マドンナ）※「杏」名義
- 人妻失格 ♯69（8月12日、ゴーゴーズ）※「知香」名義
- おはズボッ! せめてシャワー浴びさせて〜! 嫌がってるわりのはマン開スペシャル（8月20日（レンタル）/10月24日（セル）、アテナ映像）他出演:羽川るな、宇佐美ゆあ、高木愛美、長瀬涼子
- 北青山高級アロマ性感オイルマッサージ 9（10月10日、DOC）他出演:西野ななみ、あやね遥菜 ほか
- 本気(マジ)口説き 人妻編 6 ナンパ▶連れ込み▶SEX盗撮▶無断で投稿（10月1日、MAGIC）他出演:山岸あんり
- 毎朝、通勤電車で目が合うキレイなお姉さんに声をかけれずにいたら、見知らぬ男のザーメンを飲み干してしまうほどイヤラしい女で、それに気づいた僕に声をかけてきた。（10月23日、SOSORU）
- キレイ過ぎる良妻、外ではオンナ。 9（10月24日、ONE DA FULL）
- 誘惑 言葉なんていらない。私を視て!（11月1日、FAプロ）他出演:桜ちずる
- 近所の美人妻がポニーテールをほどく瞬間…（11月6日、ルビー）
- 「混浴と勘違いしたフリして美淑女だらけの女湯に入り込んでヤられた」 VOL.1（11月20日、DANDY）共演:美木ななみ、音羽レオン、保坂えり、北川エリカ
- 街行くアカンそうな素人をナンパ! 「そんなアカン娘を逮捕!」 手錠かけてHな事しちゃいました♥ PART3（11月21日、DOC）他出演:音羽レオン、櫻木梨乃、高山えみり、野宮さとみ、桜川かなこ、七海りこ、加藤ツバキ、佐々木玲奈、岸杏南 ほか
- 人妻いじめ 真昼の制裁 人妻 拉致・緊縛レイプ/息子の嫁 歓喜に奮える慰めの肉体（12月1日、FAプロ）他出演:杉田奈美子

2015年
- 青山で見つけた素人奥様が出会ったばかりの童貞君相手に「素股モニター体験」 初めて出会ってすぐに筆おろし!? 生で擦りつけていたら何分で火が付くのか?（1月8日、アイエナジー）他出演:今野あかり、浅倉あすか、夏海花凛 ほか
- 巨乳AV女優の自画撮りオナニー中に乱入! 連続生ハメ無許可中出し（1月9日、クリスタル映像）他出演:保坂えり、舞咲みくに
- 代理夫と性行為する妻 妊娠出産の為に自らの親族と近親相姦を強要する夫（1月10日、ブリット）他出演:木島すみれ、草刈みずき
- 強制淫語痴漢 超満員電車で身動きが取れず痴漢に濡れてしまう敏感ウブ娘は強制淫語痴漢で辱められると糸を引くほど愛液が溢れるド淫乱女に豹変!（1月22日、アパッチ）他出演:成海うるみ、山本美和子、神波多一花 ほか
- ザーメンごっくん 精飲専用アラサーどすけべ女（1月23日、クリスタル映像）
- 某掲示板で噂の『高級隠れ家的アロママッサージ』をウリにするエステ店に潜入!!天使すぎる激カワエステティシャンのきわどいマッサージに股間は大勃起！ガン立ちチ●ポ見せつけ&自然な痴漢テクを駆使して禁断の本番行為は出来るのか徹底検証!! PART2（1月23日、SCOOP）他出演:夏目優希、通野未帆、湊莉久
- ナンパ連れ込み素人妻 ガチで盗撮無断で発売 10（1月25日、ビッグモーカル）他出演:尾嶋みゆき
- フェロモンブルマ エロ〜い大人の放課後（1月25日、アロマ企画）共演:椿かなり
- 小、中、そして高校生の現在もアダ名が「博士」の貧弱な僕。そんな僕の自宅には、近所のママ友がAV見たさによくやって来る。でも、いざエッチなシーンを見たらモジモジしだして頬を赤らめ、パンティー越しにもわかるくらいにビショ濡れで恥ずかしい染みだらけ!そしてヤリたくてヤリたくて我慢できないママ友が僕に急接近。 大人気博士シリーズ　ママ友中出しver（3月5日、Hunter）他出演:有沢りさ、神波多一花、水原さな、中島京子、辻本りょう
- 居酒屋失禁痴漢 居酒屋で酔った隙だらけの女を店の死角で痴漢して失禁するほど感じさせろ!（3月19日、アパッチ）他出演:月美弥生、鳴美れい、綾瀬みなみ ほか
- 人妻温泉レズ紀行（3月13日、U&K）共演:大場ゆい
- 浮気妻（3月13日、ドリームステージエンタテインメント）
- 美ジョガーばかりを狙うランニング周遊コース隣接ストレッチ専門店（3月20日、MAGIC）他出演:高山えみり ほか
- 「キミのオナニーお手伝いするから私と一緒にイッてね&hearts:」　オマ○コ見せつけ自画撮りオナニー（4月15日、プリモ）他出演:春原未来、篠田ゆう、橘優花、内村りな、大向みいか、大見はるか、倉科もえ、桜木えみ香、工藤美紗、桜瀬奈、金子早奈絵
- 人生いろいろ おっぱいいろいろ（6月13日、FAプロ）他出演:七海ひさ代、塚田詩織、鈴木ありす
- 先輩と後輩 友人とその同僚 泥酔なし崩しセックスを無断で発売!（6月20日、スターパラダイス）共演:牧野あやね
- 施術師の視界 オイルエステ風景（7月20日、スターパラダイス）他出演:牧野あやね
- 男性用下着訪問販売員のおばさん（7月20日、スターパラダイス）他出演:河西あみ、佐々木恋海、山田富美、藤木静子
- 裏風俗潜入リポート 若妻本番アパートヘルス 7（7月20日、スターパラダイス）他出演:霜月るな、河西あみ、西野エリカ
- 出張先の温泉旅館でまさかの相部屋!まさかの混浴!!そして、まさかの発情!!! 出張で訪れた温泉旅館の手違いで女性社員とまさかの相部屋!!しかも温泉は混浴のみ!!予期せぬハプニングの連続で不意に目撃した女性社員のカラダが思わぬ巨乳で堪らずフル勃起!（7月23日、アパッチ）他出演:伊藤りな、工藤美紗、葉山美空、高嶋ゆいか
- 背徳の美熟女エステレズビアン 〜女が堕ちる快楽のツボ〜（8月7日、マドンナ）共演:篠田あゆみ、風間ゆみ
- 残業OLのオナニー（8月20日、スターパラダイス）他出演:伊織しずく、園田彰子、山岸香里奈、舞坂仁美
- みんなのトラブルおま●こくぱぁでなんでも解決!まんでも屋（9月2日、MAGIC）共演:江上しほ、事原みゆ
- ハァハァ〜 ジョギング中すみません! お姉さんの蒸れたオマ○コ見せて下さい!!（9月20日、スターパラダイス）他出演:河西あみ、佐々木恋海、真名瀬りか ほか
- 略奪 奪いたくなる人妻（10月25日、FAプロ）他出演:西野エリカ、若林美緒、堀ゆずき、秋川りお
- 夫は知らない… 真昼の若妻（11月1日、FAプロ）他出演:通野未帆
- 媚薬エステで騙された奥様! 高級オイルマッサージでヨガリ狂う欲求不満妻（11月13日、マルクス兄弟）他出演:黒瀬萌衣、芦川芽依
- 力でねじ伏せ寝バックレイプ! 身動きとれず、チ●ポにイカされ種付けされる若妻 2（11月25日、かぐや姫）他出演:円城ひとみ、浅宮ゆうか
- 人妻なのに…酔っ払った勢いで弟と近親中出しSEXしちゃうエロ姉（12月4日、OFFICE K'S）他出演:Maika、牧村ひな
- 素人娘をナンパしてディルドオナニーをお願いしたら丸呑みピストンでイキまくり!（12月4日、虎堂）他出演:香山美桜、Maika、若月まりあ、加藤ツバキ、浜崎真緒、水野朝陽
- チ●ポ出しながら素人娘とドライブ!（12月11日、S級素人）他出演:愛須心亜、加藤ツバキ、星まりあ、美波あみな、みなみ愛星
- 貴男もフル勃起させる超新星ニューハーフが大量3発射でAVデビュー（12月17日、グローリークエスト）主演:長澤玲奈
- おま♥こおっぴろげレズビアン（12月18日、虎堂）共演:園原真央　他出演:山本美和子、原美織、若月まりあ、愛原れの、みなみ愛星、水野朝陽
- 神技ピストン! 素人娘の手を使わないフェラチオ（12月18日、虎堂）他出演:原美織、美泉咲、羽月希、川上ゆう、有本紗世、加藤ツバキ、愛原れの、浜崎真緒、山本美和子
- 突然、義母と義姉たちと生活することに…タイトミニからはみ出たお尻で中出しをせがんでくる（12月20日、かぐや姫）共演:円城ひとみ、浅宮ゆうか
- 見た目はソソるが、僕に異常に厳しい女上司達との出張で、うっかり古くてボロイ民宿を予約してしまった僕。 これはまた激怒られるぞ…と怯える僕に「逆にアリ!」「旅行みたいでテンションあがる!」「たまにはいい仕事するじゃん!」と先輩達は御満悦!しかも酔った先輩に呼び出され逆セクハラされるわ、僕の部屋に夜這いしにくるわで寝る暇もないほど朝までやらされました!もう一滴も残っていません!!（12月24日、SOSORU×GARCON）共演:辻本りょう、水城奈緒

2016年
- 混浴温泉で思いきって堂々と勃起してみたら、たまたま入浴していた女性客がチラ見どころか我を忘れてガン見急接近! 6 デカチン.ver（1月8日、Hunter）共演:辻本りょう　他出演:香山美桜、サリー、青葉優香、葉山美空、八束みこと、松本メイ
- 田村會徒然投稿 素人気狂い アナル マ◎コ 生中出し（1月15日、プラム）
- ゲスの極み映像 人妻5人目（2月1日、フルセイル）
- わけあり人妻調教記（2月1日、中嶋興業）
- 素人四畳半生中出し 172 感じすぎて痙攣する人妻…神田川ポルノ劇場 高瀬杏29歳（2月1日、プラム）
- 旦那の知らない 妻のイき顔イき姿（2月7日、桃太郎映像出版）他出演:菅谷もも、星野あいか、加山なつこ、柏木ゆり
- 新パックリまんこアップ 4（2月19日、サルトル映像出版）他出演:奈川聖、羽奈美すず、藤にいな、如月めい、夏目レイコ、大友杏璃、井上リオナ、星野ひびき、坂口れな
- 月刊マダムヤン Vol.3（3月7日、桃太郎映像出版）他出演:天野小雪、星咲茜
- 競泳水着のまばゆい脇の下（4月1日、サルトル映像出版）他出演:さちのうた、葉里さやか、青柳ひなた、新名未来、武須美瑠
- 月刊エロごめす Vol.6（4月1日、プラム）他出演:白河里奈、八咲唯
- 寝盗られ妻 高瀬杏 Fカップ88cm 部長の奥さんを 結婚記念日に寝とってみた 今!ねとりたい敏感奥さんナンバーワン!（4月7日、桃太郎映像出版）
- 上品な美人妻を秘伝の媚薬配合のオイルで身も心も完全マインドコントロールしてヨダレを垂らしてイキまくる変態オンナに調教!（4月24日、グランド・テン）
- 同性愛 傷つけ愛、求め愛、貪り愛（5月1日、FAプロ）共演:美咲結衣
- 見つかっちゃったオナニー（5月1日、ゑびすさん）他出演:麻生りおん、桜庭うれあ、川越ゆい ほか
- 痰つば・臭いフェチレズ（5月19日、ゑびすさん）共演:桜庭うれあ
- 貴方の近くにもきっといる! 綺麗で清楚なのに実はセックスが大好きで誘うとすぐにヤラせてくれる奥様（5月25日、セブンエイト）他出演:矢部寿恵、林原秀美、遥花しいな、桜井麻里、寺島千鶴
- 裸けて誘惑 露出癖 乳出し農婦レイプ/白昼の主婦・欲求不満!!/早熟の女子校生・3P（6月1日、FAプロ）他出演:松坂美紀、希佳苗、七星くるみ
- 美巨乳妻 本物中出しアナル姦（6月1日、V(ヴィ)）
- 人妻熟女のおまんこズボぐちゅオナニー（6月3日、サルトル映像出版）他出演:天野小雪、乙川結衣、神田美咲
- スーパーベスト 高瀬杏 〜Fカップの巨乳妻〜 今、一番寝盗りたい人妻は、議員の妻 乾く暇なし濃厚5時間!（6月7日、桃太郎映像出版）※総集編
- 美女図鑑BEST4時間（6月13日、U&K）他出演:城田るり、波多野結衣、藤北彩香、神ユキ、あいかわ優衣、春原未来、堀内秋美、森ななこ、上原花恋、桜井あゆ、沖田杏梨、大場ゆい、小早川怜子、椎名ゆな、星野あかり、江波りゅう、蓮実クレア
- 男を支配する女（6月25日、MEGAMI）
- 罠に堕ちた人妻 36 裏切りの代償 変態奴隷契約（7月1日、中嶋興業）
- 発情レズ捜査官 女囚アナル調教（7月1日、ヴィ）共演:佐々木あき
- 男の妄想オフィス 〜大量射精と巨大ペニバンで僕をメスイキさせてくれる理想の先輩OL〜（7月13日、M男パラダイス）
- 敏感な勃起乳首を舐めるレズ 9（7月19日、ゑびすさん）共演:桜庭うれあ　他出演:小峰みこ、平清香、葵千恵、永原まい、初芽里奈、青井いちご、新名未来
- 月刊エロごめす Vol.8（8月1日、プラム）他出演:朝桐光、今宮なな
- 拘束中出しアナル折檻（8月1日、ヴィ）
- 徴収員の男に目をつけられた奥さん 1 力づく押し倒して寝取りたい人妻 高瀬杏（8月7日、桃太郎映像出版）
- 男の性感開発 〜乳首愛撫専門でイカせる女のテク〜（8月7日、MEGAMI）他出演:大場ゆい、高倉梨奈、吹石れな
- 挟射か?中出しか?それが問題だ。 男に究極の決断を迫る、至福のモンスター巨乳パイズリ地獄!（8月13日、Red Cat）他出演:北島玲、月美弥生、美神あや、木ノ花あみる、可愛まゆ、荒木りな、星乃せあら、二葉しずく、響鳴音、小泉真希、美咲結衣、牧瀬みさ
- エロすぎる日本昔ばなし 3（9月1日、桃太郎映像出版）他出演:川上ゆう、桜ちなみ
- 夫公認不倫！寝取らせ願望のある夫に懇願され仕方なく他の男を誘惑し、ハメられ身悶えてしまう美人妻（10月7日、プレステージ）他出演:三島奈津子、愛咲えな
- 中出し町内会 都会育ちの妻が田舎でマワされ寝取られました 高瀬杏（10月19日、ミセスの素顔/エマニエル）
- ヤリマンワゴンが行く！！ ハプニング ア ゴーゴー！！高瀬杏とリズの珍道中（11月7日、桃太郎映像出版）共演:鈴木リズ
- ヒロイン討伐Vol.77 ～銀河保安官グランヴェルデ～ 高瀬杏（12月9日、GIGA）
- こんなにセックスで乱れている妻を見たことが無い…僕の目の前で他の男に抱かれイキまくっている愛しい妻（12月27日、グラフィティジャパン）他出演:本真ゆり、美咲結衣、水元恵梨香

2017年
- 投稿広場で話題の妻　高瀬杏（1月19日、タカラ映像）
- ミス・ライトニング＆マグナガール（2月10日、GIGA）共演:原美織
- ヌキサシバッチリ！ディルドオナニー＆騎乗位SEX 根元まで咥え込み、穴の奥深くをかき回す発情ま○娘達（2月24日、ケイ・エム・プロデュース）他出演:沙藤ユリ、鈴森汐那、月乃美夜、木島すみれ、若菜みなみ、綾瀬ゆい、浅見せり、大森玲菜、日向こはる、工藤美紗、長谷川夏樹、あすか綾納、辻井ゆう、若月まりあ、大槻ひびき、千星はるか、黒澤エレン、白咲碧、小西まりえ
- ねとられNTRシリーズ 絶倫被害者は加害者の妻に毎晩セックスした…交通事故で妻を亡くした被害者夫に加害者の妻が寝取られていた話「妻を返してくれ！誠意が本当なら亡き妻にかわって一夜を共にしろ！」（2月25日、熟女はつらいよ）
- 下着泥棒してたら、友達の母さんにバレた！人生オワタと思いきや… 僕のチ●ポを握りしめ、｢内緒にして欲しい？｣と迫ってきた♥（3月10日、プレステージ）出演:高城彩、高本優香
- U&K ザ・レズベスト10 2016年人気売上ランキング 4時間ベスト（3月13日、U&K）他出演:姫崎美桜、椿かなめ、大場ゆい、真木今日子、涼川絢音、水原さな、仁美まどか、羽生ありさ、葵千恵、KAORI、京野美麗、芦屋静香、神ユキ、枢木みかん、水元恵梨香、今藤霧子、井上綾子、彩咲もも香
- 熟女 人妻 BEST 25人5時間 こんなに濡れちゃうなんて、恥ずかしい…（4月20日、アテナ映像）他出演:都盛星空、桐島綾子、池上桜子、咲田せり、松島淳子、杉野綾子、城田るり、成田留美、佐伯かのん、神保めぐみ、須藤百合、春乃まな美、華原亜美、中島京子、米倉のあ、宮部理美、倉林まなみ、ゆうこ、ゆうか、るい、茜、寧々、さかい由布、木村梓
- ポロリ連発！パンチラ＆マンチラ当たり前！素人若妻限定！風船割ったら即アウト！リモバイ早着替えゲーム（4月20日、ATOM）共演:水城えま、加納綾子、横山みれい 他
- ささやき淫語マダム（4月28日、ケイ・エム・プロデュース）他出演:桐島美奈子、江上しほ、逢沢はるか
- ホームステイにやってきた黒人さんのデカち○ぽに発情した母さん　高瀬杏（5月4日、グローリークエスト）
- 聖水シャワー男犯！10人の美痴女（5月7日、MEGAMI）他出演:あおいれな、仁美まどか、松坂美紀、三喜本のぞみ、北島玲、羽田璃子、羽生ありさ、辻本りょう、神納花
- 授業をサボる僕がいる男子トイレの個室ドアを猛ノックする美人教師！「やばい！」と息をひそめる僕に聴こえて来たのはいつも気の強い美人教師の「もう無理、漏れちゃう…」という弱弱しい声。しぶしぶドアを開けるも間に合わずお漏らししてしまう先生…。「お願いだから誰にも言わないで…」と懇願するソソる姿に僕の変態心に火が点いた！「じゃあ僕のチ○ポをしゃぶってください、ＡＶみたいに性の授業をお願いします！」と脅したつもりが、今度は先生の変態心に火が点いちゃってフェラチオどころか騎乗位でたっぷり精子を絞り取られちゃいました！！（5月18日、SOSORU×GARCON）他出演:桃瀬ゆり、水城えま

2022年
- 「こんなところでゴメンなさい…。でも、もう我慢出来なかったの…」トイレが故障で使えず膀胱限界の放尿婦人 36人（6月21日、アクアモール）

## テレビ出演
- 男のザップ 生イキ! ジャンポケクルーズ（2016年 - 、BSスカパー!）
- 生イキ!野球拳 チャレンジャー（2016年11月17日）
- 生イキガールズ メンバー No.8（2016年12月8日 - ）
- スリルな夜